# 65694 Franzrosenzweig
65694 Franzrosenzweig è un asteroide della fascia principale. Scoperto nel 1991, presenta un'orbita caratterizzata da un semiasse maggiore pari a 2,3092817 UA e da un'eccentricità di 0,1825935, inclinata di 2,71898° rispetto all'eclittica.
L'asteroide è dedicato al filosofo tedesco Franz Rosenzweig.